# Люксембург на зимових Олімпійських іграх 2022
Люксембург взяв участь у зимових Олімпійських іграх 2022, що тривали з 4 до 20 лютого в Пекіні (Китай).
Збірна Люксембургу складалася з двох гірськолижників (по одному кожної статі). Матьє Ош і Ґвінет тен Раа як єдині представники своєї країни несли її прапор на церемонії відкриття.

## Спортсмени
Кількість спортсменів, що взяли участь в Іграх, за видами спорту.
| Вид спорту          | Чоловіки | Жінки | Загалом |
| ------------------- | -------- | ----- | ------- |
| Гірськолижний спорт | 1        | 1     | 2       |
| Загалом             | 1        | 1     | 2       |

## Гірськолижний спорт
Від Люксембургу на ігри кваліфікувалися один гірськолижник і одна гірськолижниця, що відповідали базовому кваліфікаційному критерію.
| Спортсмен      | Дисципліна                    | 1-й спуск | 1-й спуск | 2-й спуск    | 2-й спуск    | Сума         | Сума         |
| Спортсмен      | Дисципліна                    | Час       | Місце     | Час          | Місце        | Час          | Місце        |
| -------------- | ----------------------------- | --------- | --------- | ------------ | ------------ | ------------ | ------------ |
| Матьє Ош       | Гігантський слалом (чоловіки) | 1:10.60   | 34        | 1:15.94      | 28           | 2:26.54      | 28           |
| Матьє Ош       | Слалом (чоловіки)             | НФ        | НФ        | Не потрапив  | Не потрапив  | Не потрапив  | Не потрапив  |
| Ґвінет тен Раа | Гігантський слалом (жінки)    | НФ        | НФ        | Не потрапила | Не потрапила | Не потрапила | Не потрапила |
| Ґвінет тен Раа | Слалом (жінки)                | НФ        | НФ        | Не потрапила | Не потрапила | Не потрапила | Не потрапила |